# Paterson (Washington)
Paterson es un área no incorporada ubicada en el condado de Benton en el estado estadounidense de Washington.

## Geografía
Paterson se encuentra ubicada en las coordenadas 45°56′13″N 119°36′4″O / 45.93694, -119.60111.